# Швеція на Чемпіонаті світу з водних видів спорту 2015
Швеція взяла участь у Чемпіонаті світу з водних видів спорту 2015, який пройшов у Казані (Росія) від 24 липня до 9 серпня.

## Медалісти
| Медаль | Ім'я                                                      | Вид спорту | Дисципліна                          | Дата     |
| ------ | --------------------------------------------------------- | ---------- | ----------------------------------- | -------- |
| 1      | Сара Шестрем                                              | Плавання   | 100 м батерфляєм (жінки)            | 3 серпня |
| 1      | Сара Шестрем                                              | Плавання   | 50 м батерфляєм (жінки)             | 8 серпня |
| 1      | Дженні Юханссон                                           | Плавання   | 50 м брасом (жінки)                 | 9 серпня |
| 2      | Сара Шестрем                                              | Плавання   | 100 м вільним стилем (жінки)        | 7 серпня |
| 2      | Мішель Колеман Дженні Юханссон Сара Шестрем Луїза Ханссон | Плавання   | естафета 4x100 м комплексом (жінки) | 9 серпня |
| 3      | Сара Шестрем                                              | Плавання   | 50 метрів вільним стилем (жінки)    | 9 серпня |

## Стрибки у воду
Шведські спортсмени кваліфікувалися на змагання з індивідуальних стрибків у воду.
Чоловіки
| Спортсмен     | Дисципліна        | Попередні змагання | Попередні змагання | Півфінали       | Півфінали       | Фінал           | Фінал           |
| Спортсмен     | Дисципліна        | Очки               | Місце              | Очки            | Місце           | Очки            | Місце           |
| ------------- | ----------------- | ------------------ | ------------------ | --------------- | --------------- | --------------- | --------------- |
| Єспер Толверс | Трамплін, 3 метри | 356.10             | 38                 | Завершив виступ | Завершив виступ | Завершив виступ | Завершив виступ |
| Єспер Толверс | Вишка, 10 метрів  | 366.35             | 32                 | Завершив виступ | Завершив виступ | Завершив виступ | Завершив виступ |

Жінки
| Спортсменка   | Дисципліна        | Попередні змагання | Попередні змагання | Півфінали        | Півфінали        | Фінал            | Фінал            |
| Спортсменка   | Дисципліна        | Очки               | Місце              | Очки             | Місце            | Очки             | Місце            |
| ------------- | ----------------- | ------------------ | ------------------ | ---------------- | ---------------- | ---------------- | ---------------- |
| Даніелла Неро | Трамплін, 1 метр  | 239.95             | 15                 | Н/Д              | Н/Д              | Завершила виступ | Завершила виступ |
| Даніелла Неро | Трамплін, 3 метри | 246.00             | 31                 | Завершила виступ | Завершила виступ | Завершила виступ | Завершила виступ |

## Плавання на відкритій воді
Одна шведська спортсменка кваліфікувалася на змагання з плавального марафону на відкритій воді.
| Спортсменка   | Дисципліна | Час           | Місце         |
| ------------- | ---------- | ------------- | ------------- |
| Еллен Ольссон | 5 км       | 1:04:47.1     | 30            |
| Еллен Ольссон | 10 км      | Не стартувала | Не стартувала |

## Плавання
Шведські плавці виконали кваліфікаційні нормативи в дисциплінах, які наведено в таблиці (не більш як 2 плавці на одну дисципліну за часом нормативу A, і не більш як 1 плавець на одну дисципліну за часом нормативу B):
Чоловіки
| Спортсмен         | Дисципліна           | Попередній заплив | Попередній заплив | Півфінал        | Півфінал        | Фінал           | Фінал           |
| Спортсмен         | Дисципліна           | Час               | Місце             | Час             | Місце           | Час             | Місце           |
| ----------------- | -------------------- | ----------------- | ----------------- | --------------- | --------------- | --------------- | --------------- |
| Крістофер Карлсен | 50 м вільним стилем  | 22.61             | 23                | Завершив виступ | Завершив виступ | Завершив виступ | Завершив виступ |
| Крістофер Карлсен | 100 м вільним стилем | 49.78             | 34                | Завершив виступ | Завершив виступ | Завершив виступ | Завершив виступ |
| Крістофер Карлсен | 50 м батерфляєм      | 24.18             | =30               | Завершив виступ | Завершив виступ | Завершив виступ | Завершив виступ |
| Ерік Перссон      | 100 м брасом         | 1:01.75           | 32                | Завершив виступ | Завершив виступ | Завершив виступ | Завершив виступ |
| Ерік Перссон      | 200 м брасом         | 2:10.41           | 11 Q              | 2:10.87         | 14              | Завершив виступ | Завершив виступ |
| Сімон Шедін       | 100 м батерфляєм     | 53.40             | 34                | Завершив виступ | Завершив виступ | Завершив виступ | Завершив виступ |
| Сімон Шедін       | 200 м комплексом     | 1:59.64           | 12 Q              | 1:58.10         | 5 Q             | 1:59.06         | 8               |

Жінки
| Спортсменка                                                              | Дисципліна                           | Попередній заплив | Попередній заплив | Півфінал         | Півфінал         | Фінал            | Фінал            |
| Спортсменка                                                              | Дисципліна                           | Час               | Місце             | Час              | Місце            | Час              | Місце            |
| ------------------------------------------------------------------------ | ------------------------------------ | ----------------- | ----------------- | ---------------- | ---------------- | ---------------- | ---------------- |
| Мішель Колеман                                                           | 50 м вільним стилем                  | DNS               | DNS               | Завершила виступ | Завершила виступ | Завершила виступ | Завершила виступ |
| Мішель Колеман                                                           | 100 м вільним стилем                 | 54.10             | 9 Q               | 54.22            | 11               | Завершила виступ | Завершила виступ |
| Мішель Колеман                                                           | 200 м вільним стилем                 | 1:58.11           | 10 Q              | 1:58.12          | 13               | Завершила виступ | Завершила виступ |
| Мішель Колеман                                                           | 100 м на спині                       | 1:00.55           | =12 Q             | Відмовилася      | Відмовилася      | Відмовилася      | Відмовилася      |
| Стіна Гарделл                                                            | 200 м комплексом                     | 2:15.08           | =22               | Завершила виступ | Завершила виступ | Завершила виступ | Завершила виступ |
| Стіна Гарделл                                                            | 400 м комплексом                     | 4:48.65           | 25                | Н/Д              | Н/Д              | Завершила виступ | Завершила виступ |
| Луїза Ханссон                                                            | 200 м вільним стилем                 | 1:59.34           | 19                | Завершила виступ | Завершила виступ | Завершила виступ | Завершила виступ |
| Луїза Ханссон                                                            | 200 м комплексом                     | 2:14.49           | 21                | Завершила виступ | Завершила виступ | Завершила виступ | Завершила виступ |
| Дженні Юханссон                                                          | 50 м брасом                          | 30.30             | 3 Q               | 30.39            | 4 Q              | 30.05            | 1                |
| Дженні Юханссон                                                          | 100 м брасом                         | 1:07.09           | =8 Q              | 1:06.76          | 6 Q              | 1:07.17          | 7                |
| Магдалена Курас                                                          | 50 м на спині                        | 29.33             | 30                | Завершила виступ | Завершила виступ | Завершила виступ | Завершила виступ |
| Іда Марко-Варга                                                          | 200 м батерфляєм                     | 2:14.89           | 28                | Завершила виступ | Завершила виступ | Завершила виступ | Завершила виступ |
| Сара Шестрем                                                             | 50 м вільним стилем                  | 24.53             | 3 Q               | 24.31            | 3 Q              | 24.31            | 3                |
| Сара Шестрем                                                             | 100 м вільним стилем                 | 53.22             | =1 Q              | 52.78            | 1 Q              | 52.70            | 2                |
| Сара Шестрем                                                             | 50 м батерфляєм                      | 25.43             | 1 Q               | 25.06 CR         | 1 Q              | 24.96 CR         | 1                |
| Сара Шестрем                                                             | 100 м батерфляєм                     | 56.47             | 1 Q               | 55.74 WR         | 1 Q              | 55.64 WR         | 1                |
| Мішель Колеман Луїза Ханссон Сара Шестрем Магдалена Курас                | естафета 4x100 метрів вільним стилем | 3:36.24           | 4 Q               | Н/Д              | Н/Д              | 3:35.71          | 4                |
| Сара Шестрем Луїза Ханссон Мішель Колеман Іда Марко-Варга Стіна Гарделл* | естафета 4x200 метрів вільним стилем | 7:53.57           | 4 Q               | Н/Д              | Н/Д              | 7:50.24          | 4                |
| Мішель Колеман Луїза Ханссон Дженні Юханссон Сара Шестрем                | естафета 4x100 метрів комплексом     | 3:57.29           | 3 Q               | Н/Д              | Н/Д              | 3:55.24 EU       | 2                |

Змішаний
| Спортсмени                                                 | Дисципліна                           | Попередній заплив | Попередній заплив | Фінал   | Фінал |
| Спортсмени                                                 | Дисципліна                           | Час               | Місце             | Час     | Місце |
| ---------------------------------------------------------- | ------------------------------------ | ----------------- | ----------------- | ------- | ----- |
| Крістофер Карлсен Сімон Шедін Мішель Колеман Луїза Ханссон | естафета 4x100 метрів вільним стилем | 3:26.60           | 4 Q               | 2:27.09 | 8     |